# Анг Тян I
Анг Тян I (кхмер. អង្គចន្ទទី១) или Тян Реатеа (кхмер. ចន្ទរាជា; 1476–1566) — король Камбоджи с 1516 по 1566 год. Изначально правил под именем Суриябарна III (санскр. Suriyabarna III) или Сорьопор III, а после 1539 года — под именем Парамараджа II (санскр. Paramaraja II) или Баром Реатеа II.
В современной историографии считается одним из наиболее значимых камбоджийских правителей постангкорской эпохи.

## Биография
Сын короля Томмо Рачеа I. Восемь лет был вынужден скрываться в Сиаме. Пришел к власти, одержав победу над узурпаторами Дамкатом Соконтором и Неаем Каном. При поддержке португальцев осадил Пномпень, взял в плен и в 1525 году казнил Неая Кана.
Около 1525 года Анг Чан отказался от сюзеренитета Сиама, который был навязан его отцу. В ответ на это тайский король Раматибоди I немедленно вторгся в Камбоджу. Тайцы потерпели сокрушительное поражение возле Ангкора. Через три года Анг Чан основал Ловек, где был торжественно коронован в 1539 году.
В 1533 году Анг Чан воспользовался гражданской войной в соседней Аютии, чтобы напасть на провинцию Прачин. В 1534 году он предотвратил попытку узурпации трона со стороны Понхея Онга, сына Рачеа Раматуппдея. В году 1564 года Анг Чан снова воспользовался беспорядками в Аютии, вплотную подойдя к стенам ее столицы.